# Thesium parnassi
Thesium parnassi är en sandelträdsväxtart som beskrevs av A. Dc.. Thesium parnassi ingår i släktet spindelörter, och familjen sandelträdsväxter. Inga underarter finns listade i Catalogue of Life.